# Divizia A 2021-2022 (calcio Moldavia)
La Divizia A 2021-2022 è stata la 31ª edizione della seconda serie del campionato moldavo di calcio. La stagione è iniziata il 30 luglio 2021 ed è terminata il 13 maggio 2022.

## Stagione

### Novità
Al termine della stagione 2020-2021 sono retrocesse in Divizia B Fălești e Sireți. È salito in Divizia Națională il Bălți. Sono salite dalla Divizia B FCM Ungheni e Sporting Trestieni.
Il Grănicerul Glodeni è ripartito volontariamente dalla Divizia B per motivi economici, mentre il Tighina si è ritirato prima dell'inizio della stagione.

### Formula
Le 12 squadre partecipanti si affrontano due volte, per un totale di 22 giornate

La prima classificata viene promossa alla Super Liga 2022-2023.
La seconda classificata gioca lo spareggio promozione-retrocessione con la settima classificata della Divizia Națională 2021-2022.
Le ultime due classificate retrocedono in Divizia B.

## Classifica finale
|  | Pos. | Squadra            | Pt | G  | V  | N | P  | GF | GS | DR  |
|  | ---- | ------------------ | -- | -- | -- | - | -- | -- | -- | --- |
|  | 1.   | Sheriff Tiraspol B | 49 | 22 | 15 | 4 | 3  | 49 | 15 | +34 |
|  | 2.   | Victoria Chișinău  | 49 | 22 | 15 | 4 | 3  | 51 | 24 | +27 |
|  | 3.   | Dacia Buiucani     | 48 | 22 | 14 | 6 | 2  | 58 | 15 | +43 |
|  | 4.   | Spartanii Selemet  | 44 | 22 | 13 | 5 | 4  | 46 | 26 | +20 |
|  | 5.   | Sporting Trestieni | 36 | 22 | 12 | 0 | 10 | 31 | 31 | 0   |
|  | 6.   | Olimp Comrat       | 35 | 22 | 10 | 5 | 7  | 41 | 36 | +5  |
|  | 7.   | Sucleia            | 27 | 22 | 8  | 3 | 11 | 34 | 40 | -6  |
|  | 8.   | Iskra Rîbnița      | 25 | 22 | 7  | 4 | 11 | 28 | 44 | -16 |
|  | 9.   | FCM Ungheni        | 24 | 22 | 6  | 6 | 10 | 38 | 42 | -4  |
|  | 10.  | Real Succes        | 18 | 22 | 5  | 3 | 14 | 22 | 45 | -23 |
|  | 11.  | Speranța Drochia   | 16 | 22 | 4  | 4 | 14 | 20 | 48 | -28 |
|  | 12.  | Cahul              | 2  | 22 | 0  | 2 | 20 | 6  | 58 | -52 |

Legenda:
      Promossa in Divizia Națională 2022-2023
 Ammessa allo spareggio promozione-retrocessione
      Retrocessa in Divizia B 2022-2023
      Esclusa a campionato in corso
Note:
Tre punti a vittoria, uno a pareggio, zero a sconfitta.

## Risultati
|                    | Cah  | Dac  | Isk  | Oli  | Rea  | She  | Spa  | Spe  | Spo  | Suc  | Ung  | Vic  |
| ------------------ | ---- | ---- | ---- | ---- | ---- | ---- | ---- | ---- | ---- | ---- | ---- | ---- |
| Cahul              | –––– | 0-3  | 0-3  | 0-3  | 0-3  | 0-3  | 0-2  | 0-1  | 0-2  | 0-3  | 0-3  | 0-1  |
| Dacia Buiucani     | 2-0  | –––– | 3-1  | 3-0  | 1-0  | 0-0  | 5-0  | 6-1  | 3-2  | 5-1  | 2-2  | 1-2  |
| Iskra Rîbnița      | 3-1  | 0-5  | –––– | 1-1  | 1-1  | 0-3  | 0-3  | 3-3  | 2-0  | 2-3  | 3-1  | 1-1  |
| Olimp Comrat       | 2-2  | 0-3  | 1-2  | –––– | 4-2  | 1-2  | 1-3  | 2-0  | 2-0  | 3-2  | 4-1  | 1-2  |
| Real Succes        | 4-0  | 0-2  | 1-3  | 3-3  | –––– | 0-3  | 0-3  | 3-2  | 0-2  | 0-0  | 1-3  | 1-0  |
| Sheriff Tiraspol B | 3-0  | 1-1  | 3-1  | 3-3  | 2-0  | –––– | 4-1  | 4-0  | 0-1  | 2-1  | 4-0  | 2-1  |
| Spartanii Selemet  | 3-0  | 1-1  | 1-0  | 2-2  | 6-0  | 1-0  | –––– | 0-0  | 5-1  | 1-1  | 1-0  | 2-2  |
| Speranța Drochia   | 3-0  | 0-0  | 0-1  | 0-1  | 2-1  | 2-5  | 1-2  | –––– | 0-2  | 2-4  | 2-1  | 0-2  |
| Sporting Trestieni | 3-0  | 1-0  | 2-0  | 1-2  | 0-2  | 0-3  | 2-4  | 3-0  | –––– | 2-1  | 2-1  | 0-4  |
| Sucleia            | 2-0  | 1-7  | 1-0  | 1-2  | 3-0  | 0-1  | 0-1  | 3-0  | 1-0  | –––– | 1-3  | 2-5  |
| FCM Ungheni        | 3-3  | 0-3  | 5-0  | 2-3  | 3-2  | 0-0  | 4-1  | 0-0  | 1-3  | 2-2  | –––– | 2-2  |
| Victoria Chișinău  | 3-0  | 2-2  | 5-1  | 3-2  | 4-0  | 2-1  | 2-1  | 3-1  | 0-2  | 2-1  | 3-1  | –––– |

## Spareggio promozione/retrocessione
Allo spareggio promozione/retrocessione vengono ammesse la penultima classificata in Divizia Națională (Zimbru Chișinău) e la seconda classificata in Divizia A. Poiché la prima classificata della Divizia A, lo Sheriff Tiraspol B, non può essere promosso in Divizia Națională, e la seconda classificata, il Victoria Chișinău, non ha ottenuto la licenza, il Dacia Buiucani ha ottenuto la promozione diretta, mentre la quarta classificata (Spartanii Selemet) ha disputato lo spareggio promozione-retrocessione.
|                   | Risultati |                 | Luogo e data             |
| ----------------- | --------- | --------------- | ------------------------ |
| Spartanii Selemet | 0 - 1     | Zimbru Chișinău | Hîncești, 26 maggio 2022 |